# Чавинска култура
Чавинска култура је изумрла претколумбовска цивилизација, названа по локалитету Чавин де Хуантар, главном археолошком налазишту на коме су пронађени њени артефакти. Култура се развијала у северном андском горју Перуа од 900. године пре нове ере. Проширила је свој утицај и на остале цивилизације дуж обале. Чавински народ (чије име за себе није познато) насељавао је долину Мосне где се реке Мосна и Хуачешка спајају. То подручје се налази на надморској висини од 3.150 м и обухвата животне зоне кечуа, суни и пуна. У периодизацији претколумбовског Перуа, Чавин је главна култура периода раног хоризонта у планинском Перуу, који карактерише интензивирање религиозног култа, појаву керамике уско повезано са церемонијалним центрима, унапређење пољопривредне технике и развој металургије и текстила.
Најпознатије археолошко налазиште чавинске културе је Чавин де Хуантар, који се налази у андском горју данашње регије Анкаш. Сматра се да је изграђена око 900. године пре нове ере и била је верско и политичко средиште народа Чавин. УНЕСКО (енгл. UNESCO) је ово место прогласио светском баштином.

## Достигнућа
Главни пример архитектуре је храм Чавин де Хуантар. Дизајн храма показује комплексну иновацију за прилагођавање планинском окружењу Перуа. Да би избегли да храм буде поплављен и уништен током кишне сезоне, народ Чавина је направио успешан систем за одводњавање. Неколико канала изграђених испод храма служило је као дренажа. Људи из Чавина су такође показали напредно разумевање за акустику. Током кишне сезоне вода јури кроз канале и ствара звук рике који опонаша јагуара, свету животињу. Храм је изграђен од белог гранита и црног кречњака, од којих се ни један ни други не налази у близини локације Чавин. То је значило да су вође организовале многе раднике да донесу специјалне материјале из далека уместо да користе локалне наслаге камења. Такође је могуће да су трговане из различитих цивилизација на том подручју.
Чавинска култура је такође показала напредне вештине и знање у металургији, лемљењу и контроли температуре. Користили су ране технике за развој рафинисаног злата. У ово време је откривено топљење метала и коришћено је као лем.
Људи су припитомили камилоиде као што су ламе. Камилоиди су коришћени као товарне животиње, за влакна и за месо. Производили су чарки, или сушено месо од ламе. Овим производом су обично трговали сточари камила и био је главни економски ресурс за чавински народ. Они су такође успешно узгајали неколико усева, укључујући кромпир, киноју и кукуруз. Развили су систем за наводњавање како би помогли расту ових усева.

## Језик
Не постоји писани језик, тако да језик којим је говорио Чавински народ није познат, али је вероватно до сада изумро. Неки антрополози су предложили да је то био облик протокечуанског, резонујући да би веома правилна морфологија и синтакса кечуанских језика у поређењу са околним језицима биле корисне за омогућавање разумљиве комуникације између заједница раздвојених планинским венцима, као што су биле неке групе Чавина. С друге стране, Алфредо Тореро датира протокечуанске језике отприлике на почетак првог миленијума нове ере.

## Архитектура
Чавин де Хуантар је био место настанка другог великог политичког ентитета у централним Андима, а то је углавном због обимног архитектонског остварења на локацији, као и због тога што се архитектура сматра инжењерским достигнућем. Ова локација користи интерну и екстерну архитектуру. Унутрашња архитектура се односи на галерије, пролазе, просторије, степеништа, вентилационе шахтове и дренажне канале. Спољашња архитектура се односи на тргове, платформе и терасе. Изградња „Старог храма“ одвијала се од око 900. до 500. године пре нове ере, а изградња „Новог храма“, структуре која је изграђена и додата „Старом храму“, одвијала се од око 500. до 200. године пре нове ере. Недостатак стамбених структура, окупационих депозита, општег наоружања и доказа о складиштењу додатно чини архитектуру локације занимљивијом, јер се углавном фокусира на храмове и оно што се налази унутар њих.
Монументални центар у Чавин де Хуантар изграђен је у најмање 15 познатих фаза, од којих све укључују 39 познатих епизода изградње галерије. Најранија позната фаза изградње, фаза одвојене хумке, састојала се од одвојених зграда и није нужно у складу са узорком у облику слова „U” виђеним у почетном периоду хоризонта и периоду раног хоризонта. Током фазе проширења, изградња је интегрисала степенасте платформе и створила граничну форму у облику слова „U” повезујући зграде које сада окружују отворене просторе. У овој фази, галерије су разрађене по форми и карактеристикама. Током црно-белог ступња, изграђене су све познате плазе (главни трг, мањи трг и кружни трг). Како се градња приближавала крају, галерије су попримиле стандардизованији изглед. До краја процеса раста, зграде постају плазе са распоредом у облику слова „U” и осом исток-запад која дели затворени простор. Оса сече и Ланзон.
Модификације су урађене током свих фаза изградње како би се одржао приступ интерној архитектури локације. Постојао је висок ниво интересовања за одржавање приступа интерној архитектури и сакралним елементима локације. Унутрашња архитектура је конструисана као део јединственог дизајна и била је сложено инкорпорирана са спољашњом архитектуром. Укључивање бочног и асиметричног раста омогућило је да ови свети елементи остану видљиви, укључујући Ланзон.
Ланзон галерија је створена од раније самостојеће структуре која је затим претворена у унутрашњи простор са изградњом каменог крова око ње. Ланзон је вероватно био присутан пре покривања крова, јер је вероватно да је Ланзон претходио изградњи хумака и плаза. Уопштено говорећи, галерије прате обрасце изградње, што указује на огроман напор у дизајну и планирању. Одржавање ових галерија током времена било је важно за архитекте. Познато је да су галерије без прозора, ћорсокака, оштрих скретања и промена висине пода, а све су дизајниране да дезоријентишу људе који ходају у њима.

## Галерија
- Монолит сандела у дну је 5 метара и представља божанство Чавин. Налази се у древном храму у Чавин де Хуантар.
- Голд Чавин. Музеј Ларко, Лима
- Голд Чавин
- Златна огрлица Чавин
- Кондор глава, у Националном музеју Чавин де Хуантар.
- Чавин приковане главе
- Кљове су присутне у свим уметностима Чавина, укључујући и у скулптури на којој се налази овај нокат.
- Наилна глава уграђена у један од зидова храма Чавин де Хуантар.
- Стела Чавин. Национални музеј Чавин де Хуантар.
- Постоје многе стазе Чавинеса које представљају овa митолошкa створења.
- Стела Чавин са сликом орнитолошке.
- Чавин стела с лицем блиндле. Национални музеј Чавин де Хуантар.
- Према најновијим археолошким истраживањима, свечани центар Кунтур Васи био би пречавински израз повезан са култом Чавин фелиницо. Регија Кајамарка.
- Остаци Пацопампа, још једног преткавинског израза током формирајућег сценског периода, али су остали важно церемонијално средиште попут Чавин де Хуантар, такође смештеног у региону Кајамарка.
- Модел археолошког налазишта Чавин де Хуантар.
- Лама је главни представник Чавин стоке.